# Wilhelm Laudahn (Ingenieur)
Wilhelm Laudahn (* 11. November 1875 in Frankfurt a. d. Oder; † 31. Oktober 1932 in Berlin-Lankwitz) war ein deutscher Maschinenbauingenieur. Er hat seine Karriere als kaiserlicher Marinebaubeamter begonnen und war u. a. ab 1910 maßgeblich an der Entwicklung von Großdieselmotoren mit einer Leistung von 12.000 PS für die Kaiserliche Marine beteiligt.

## Lebenslauf

### 1875 in Frankfurt a. d. Oder geboren
Am 11. November 1875 in Frankfurt a. d. Oder geboren, absolvierte Laudahn nach dem Abschluss des Realgymnasiums ein Praktikum auf der Kaiserlichen Werft Kiel und nahm das Studium des Schiffsmaschinenbaus an der Technischen Hochschule Charlottenburg (heute TU-Berlin) auf. Er legte das Examen 1900 ab, begann als Marinebauführer, bestand 1904 die Zweite Staatsprüfung auf der Kaiserlichen Werft in Wilhelmshaven und wurde zum Marinebaumeister befördert. Aufgrund besonders erfolgreicher Prüfungsergebnisse erhielt er eine Reiseprämie, die ihn im Rahmen einer Studienreise nach Österreich, Italien und Amerika führte. Anschließend wurde er zum Reichsmarineamt (RMA) in Berlin kommandiert und war für die Entwicklung des Dieselmotors zuständig.

### 1907 Reichsmarineamt in Berlin

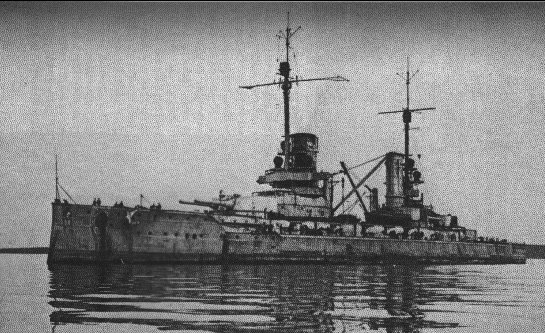
SMS Prinzregent Luitpold

Mit Dieselmotoren, sie wurden seinerzeit als Ölmotoren bezeichnet, wurde das U-Boot zu einem zuverlässigen Marineschiff und die Zusammenarbeit des Reichsmarineamtes mit den deutschen Maschinenbauunternehmen ermöglichte in kurzer Zeit enorme Leistungssteigerungen. Als MAN 1909 der Kaiserlichen Marine einen 1000-PS-Dieselmotor anbot, verlangte diese eine sechszylindrige 12.000-PS-Maschine, die als Mittelmotor in die Linienschiffe der Kaiser-Klasse eingebaut werden sollte.

### Bau und die Erprobung von 12.000-PS-Dieselmotoren
Laudahn erhielt von seinem Vorgesetzten Rudolf Veith, dem Vorsitzenden des Maschinenbauresorts des RMA, die Aufgabe, den Bau und die Erprobung dieser Motoren seitens des Amtes zu begleiten. Nach dem Krieg war Laudahn mit der Entwicklung von leichten Viertaktmotoren für die Marschfahrt der kleinen Kreuzer der Königsberg-Klasse beschäftigt. Es folgte der Motorantrieb des Artillerieschulschiffes Bremse, auf dem doppeltwirkenden MAN-Zweitaktmotoren mit acht Zylindern, und des Panzerschiffes Deutschland auf dem acht Motoren dieses Typs mit neun Zylindern zur Anwendung kamen. Je vier dieser Motoren wirkten über ein Vulcan-Flüssigkeitsgetriebe auf eine Welle. Der erheblich niedrigere spezifische Brennstoffverbrauch im Vergleich zum Dampfturbinenantrieb ermöglichte enorme Reichweiten, zudem waren die Motoren wartungsfreundlicher als die komplizierten Heißdampfturbinen.

### Wissenschaftliche Werke
Ab 1908 war Laudahn Mitglied und von 1919 bis zu seinem Tod Vorsitzender im Ausschuss für wissenschaftliche Werke des Akademischen Vereins Hütte. An den ingenieurwissenschaftlichen Taschenbüchern „Hütte“ hatte er großen Anteil. Er schrieb technisch wissenschaftliche Aufsätze und hielt bemerkenswerte Vorträge vor dem Verein Deutscher Ingenieure und der Schiffbautechnischen Gesellschaft. Laudahn starb am 31. Oktober 1932 in Berlin.

## 1909 doppeltwirkende Zweitakt-Dieselmotoren mit einer Leistung von 12.000 PS
An der geheimen Entwicklung der 12.000-PS-Maschine, die MAN und die Germaniawerft als Mittelmotoren für die Marschfahrt der Linienschiffe der Kaiserklasse liefern sollten, waren Rudolf Veith als Chef der Maschineneabteilung und Wilhelm Laudahn als Vertreter des Reichsmarineamtes maßgeblich beteiligt. Mit beiden Unternehmen wurde separate Verträge geschlossen, in denen mit den Konsortien (Reichsmarineamt – MAN und Reichsmarineamt – Germaniawerft) die jeweilige Entwicklung der Prototypen mit den Meilensteinen und Abnahmeleistungen festgelegt wurde.

### Entwicklung bei MAN
MAN begann 1910 mit einer Dreizylindermaschine, der Kolbendurchmesser betrug 850 mm und der Hub 1050 mm, die auf dem Prüfstand bei max. 165/min 6000 PS leisten sollte. Danach sollte der Ausbau des Motors, der für die Prinzregent Luitpold bestimmt war, auf sechs Zylinder erfolgen. Zurückweisen konnte die Marine die Maschine, wenn sie weniger als 9/10 von 12.000 PS leistete.

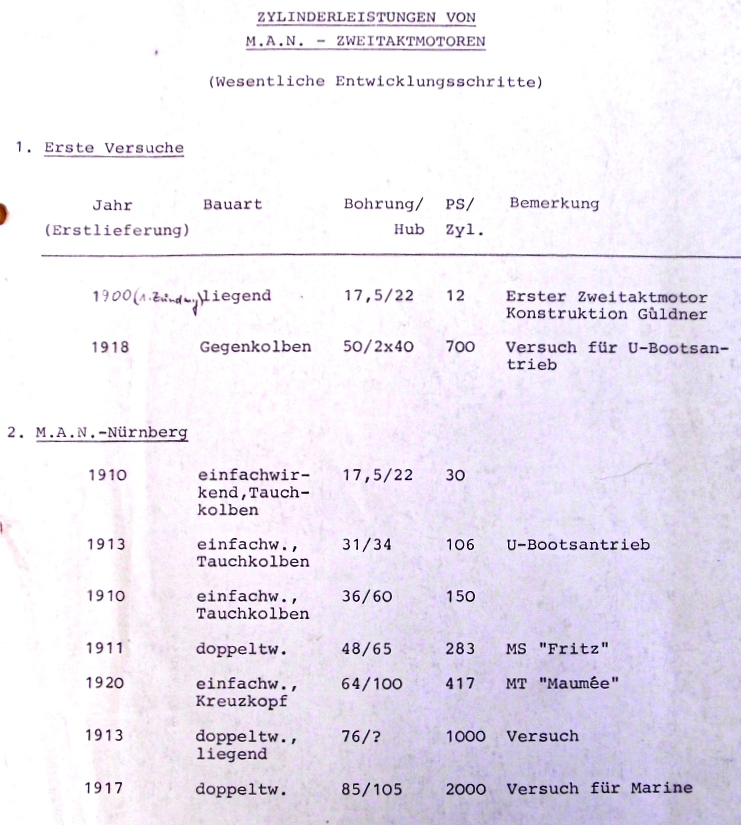
Zylinderleistungen von MAN-Zweitaktmotoren

Bei Prüfstandläufen der Dreizylindermaschine ergaben sich bei 3.000 PS aufgrund thermischer Überlastungen Wärmerisse im Zylinder, Zylinderdeckel und Kolben, die zu einer Umkonstruktion führten. Das Zusammentreffen von verschiedenen unglücklichen Umständen führte 1912 zu einer Explosion der Spülluft im Versuchsmotor, die die Maschine und maßgebliche Einrichtungen des Prüfstandes zerstörten. Dieses Unglück forderte 10 Tote und 14 Schwerverletzte. Um die großen thermischen Beanspruchungen zu beherrschen, wurde Untersuchungen danach an einer Einzylindermaschine durchgeführt und in der Folge der Arbeitszylinder sechsmal umkonstruiert. Parallel wurde eine neue Dreizylindermaschine gebaut und die Versuche damit fortgesetzt. Es wurden die geforderten Minderleistungen erreicht (unklar bleibt, ob mit der Einzylindermaschine oder Dreizylindermaschine) und im Februar 1914 wurde die Sechszylindermaschine mit wenig Erfolg erprobt.
Diese Versuchsmaschine wurde aufgegeben und erst im Januar 1917 wurden die Versuche mit einer neuen Sechszylindermaschine fortgesetzt. Ende März 1917 wurden 12.000 PS erreicht, aber der Dauerbetrieb konnte nur eingeschränkt erprobt werden, da die Infrastruktur des Prüfstandes nicht ausreichte. Es fehlte an ausreichendem Kühlwasser, das nur zeitweise bereitgestellt werden konnte, wenn alle anderen Werkstätten des Nürnberger Werkes kein Wasser erhielten. Auch gab es Probleme mit dem Brennstoff (mit Pech versetztes Steinkohlenteeröl) und dem Schmieröl.
Nach der marineseitigen Abnahme wurde die Maschine zerlegt, besichtigt und abgenommen, jedoch war das Ziel, der Einbau in das Linienschiff Mitte 1917, aufgrund der Kriegslage unrealistisch – die Marine konnte weder für längere Zeit auf ein modernes Großlinienschiff verzichten noch waren die benötigten Facharbeiter dafür vorhanden.

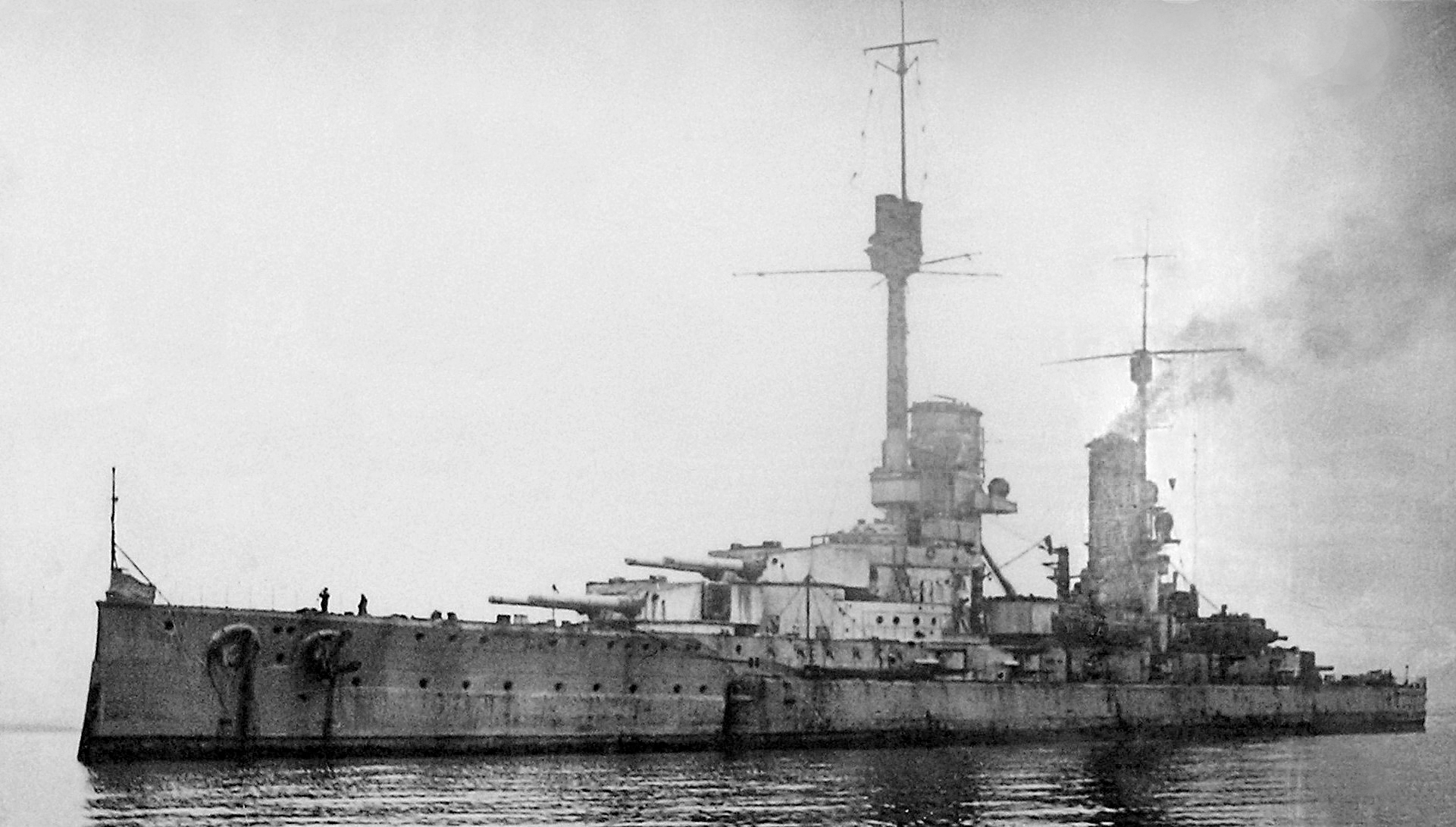
SMS Kronprinz Wilhelm in Scapa Flow

### Entwicklung bei der Germaniawerft
Begonnen wurde bei der Germaniawerft 1910/11 mit dem Bau der Maschine, die zunächst als Mittelmaschine für das Linienschiff Kronprinz geplant war. Aufgrund der Verzögerungen sollte der Motor auf dem Linienschiff Sachsen zum Einbau kommen, dessen Bau jedoch neun Monate vor Fertigstellung gestoppt wurde.
Den Anfang machte eine Einzylindermaschine, um Zylinderkonstruktion, Verbrennung und Steuerung zu untersuchen. Im Unterschied zu MAN erfolgte die Steuerung der Ventile hydraulisch.
Ab 1912 wurden Versuche mit einer Dreizylindermaschine durchgeführt und nach vielen, zum Teil durch Wärmerisse verursachten Problemen und Konstruktionsänderungen, stand ab 1914 die Sechszylindermaschine bereit. Damit wurden 10.600 PS erreicht, aber die nachfolgende, komplette Demontage und Begutachtung der Bauteile zeigte Wärmerisse an den Zylinderunterseiten. Die Ursachen wurden nach entsprechenden Gutachten mit großer Wahrscheinlichkeit in der Vergütung der Zylinder gesehen.

## Weiterentwicklungen
Beide Maschinen mussten nach dem Krieg verschrottet werden und viele Erfahrungen konnten Laudahn und die MAN mit der Entwicklung beim Antrieb des Artillerieschulschiffes Bremse und den Panzerschiffen der Deutschland-Klasse anwenden. Die Germaniawerft bzw. der Motorenbau von Krupp hat den Bau von doppeltwirkenden Zweitaktmotoren aufgegeben.

## Veröffentlichungen
- Wilhelm Laudahn: Die Nachkriegsentwicklung des Dieselmotors als Schiffsantriebs in der Deutschen Marine. In: Jahrbuch der Schiffbautechnischen Gesellschaft 33, 1932, S. 110–141.
- Wilhelm Laudahn, In: Schiffbautechnische Gesellschaft: 100 Jahre Schiffbautechnische Gesellschaft – Biografien zur Geschichte des Schiffbaus, Springer, Berlin 1999, ISBN 3-540-64150-5, S. 263.